# Michael Köhl (Forstwissenschaftler)
Hans-Michael Maria Köhl (* 1957) ist ein deutscher Forstwissenschaftler und Hochschullehrer für Weltforstwirtschaft an der Universität Hamburg.

## Leben und Wirken
Michael Köhl studierte von 1978 bis 1983 Forstwissenschaften an der Albert-Ludwigs-Universität Freiburg, welches er mit dem Diplom abschloss. Daneben studierte er von 1982 bis 1986 ebenfalls an der Universität Freiburg Wirtschaftswissenschaften und legte dort 1983 das Vordiplom ab. Von 1984 bis 1987 war Köhl als wissenschaftlicher Mitarbeiter in Freiburg im Breisgau tätig. Es folgte 1986 die Promotion an der Universität Freiburg. Von 1987 bis 1988 arbeitet Köhl als Biometriker bei Pfizer. Von 1988 bis 1997 war er Leiter der Forschungsgruppe Inventur-Methoden an der Eidgenössische Forschungsanstalt für Wald, Schnee und Landschaft. In dieser Zeit habilitierte er sich 1993 an der ETH Zürich. 1997 folgte er dem Ruf an die TU Dresden und wirkte als Professor für Biometrie und Forstliche Informatik am Institut für Waldwachstum und forstliche Informatik. 2004 wechselte er als Professor an die Universität Hamburg und hat dort seit dem den Lehrstuhl für Weltforstwirtschaft inne. Bis 2013 war er zudem Leiter des Instituts für Weltforstwirtschaft an der Bundesforschungsanstalt für Forst- und Holzwirtschaft (später Johann Heinrich von Thünen-Institut), welches im Institut für Internationale Waldwirtschaft und Forstökonomie aufging.

## Weitere Tätigkeiten
Köhl ist für die Vereinten Nationen tätig und ist z. B. seit 2005 Vorsitzender des UNECE ICP Forests und ist Mitautor des IPCC-Berichts „Good Practice Guidance for Greenhouse Gas Inventories and Uncertainty Management in Land Use, Land-use Change and Forestry“. Er ist ebenfalls für die Ministerkonferenz zum Schutz der Wälder in Europa, den Internationalen Verband Forstlicher Forschungsanstalten und das European Forest Institute tätig.

## Einzelnachweis
1. 1 2  Mitarbeiterprofil von Prof. Dr. Köhl. Universität Hamburg, abgerufen am 7. April 2022.

| Personendaten    | Personendaten                                                            |
| ---------------- | ------------------------------------------------------------------------ |
| NAME             | Köhl, Michael                                                            |
| ALTERNATIVNAMEN  | Köhl, Hans-Michael Maria (vollständiger Name)                            |
| KURZBESCHREIBUNG | deutscher Forstwissenschaftler und Hochschullehrer (Universität Hamburg) |
| GEBURTSDATUM     | 1957                                                                     |